# Névutó
A grammatikában használt névutó terminus olyan viszonyszót nevez meg, amely egyes nyelvekben az előtte álló névszót határozóvá teszi. Egyéb nyelvekben található megfelelője az elöljárószó.
Nyelvészek észrevették, hogy a névutót egy bizonyos mondattani típushoz tartozó nyelvek preferálják, mégpedig az SOV-típusú nyelvek, melyekben az alany – tárgy – állítmány szórend dominál, az elöljárók használata pedig az SVO-nyelvekre jellemző. Névutós nyelvek például a finnugor nyelvcsaládhoz tartozók, köztük a magyar, vagy a török nyelvek. Ellenben az indoeurópai nyelvek többsége az elöljárókat preferálja.

## Jellegzetesen névutós nyelvekben
A magyar nyelvben a határozókat majdnem kizárólag vagy csak esetragos, vagy csak névutós, vagy egyszerre ragos és névutós névszóval fejezik ki. Példák:
- csak névutós határozó: Három nap múlva jövök haza;[5]
- ragos és névutós határozó: Imrén kívül senki sem volt pontos.[6]

A névutók kifejeznek:
- helyet: előtt, elé, elől; alatt, alá, alól, innen, mögött, túl;
- időt: alatt, belül, előtt, fogva, hosszat, múlva, óta, tájt;
- elvontabb körülményt, viszonyt: ellen, helyett, iránt, kívül, miatt, nélkül, részére, számára, végett.

Számos névutó többféle határozói viszonyt is kifejezhet: az asztal alatt (hely), (vesz vmit) kéz alatt (elvontabb körülmény).
Egyes névutók személyragokat vehetnek fel, és ezekkel egyéb nyelvekben határozói funkciót elöljárókkal betöltő személyes névmásoknak felelnek meg, pl. János nélkül nem megyünk, ő se megy nélkülünk.
A török is olyan nyelv, amelyben nincsenek elöljárószók, csak névutók. Példa: Kızlar denize doğru koșuyordu ’A lányok a tenger felé futottak’.
A japán nyelv is jellegzetesen névutókat használ: Tookyoo kara ’Tokióból’, Kyooto made ’Kioto felé’.
Olyan nyelvek is vannak, amelyekben a névutók túlsúlyban vannak, de vannak elöljárószók is. Ilyen például a finn nyelv. Példa: Ne odottaa kirkon edessä ’Ők a templom előtt várnak’. Ebben a nyelvben is vannak személyragos névutókkal kifejezett határozók: He seisoivat edelleen edessäni ’Ők még mindig előttem álltak’.

## Jellegzetesen elöljárós nyelvekben
Bár az indoeurópai nyelvek többsége elöljárókat használ, mégis vannak köztük olyan nyelvek, amelyekben van néhány névutó is, sőt, a bengáli nyelvre a névutók kimondottan jellemzők. Többnyire elöljárós, de névutót is használó nyelvek például:
- a klasszikus latin nyelv:[2]
  - hangsúlyos, a névszótól elválasztott névutó: mortis causa ’halál miatt’;
  - hangsúlytalan, a névszóhoz hozzáadott névutó: nobiscum ’velünk’, vobiscum ’veletek’;
- az angol nyelv: ten years ago ’tíz évvel ezelőtt’, ten years hence ’tíz év múlva’, ten miles away ’tíz mérföldre innen’.[10]